# 崇明里
22°58′07″N 120°13′10″E / 22.9685104°N 120.2195374°E
崇明里為中華民國臺南市東區轄下之一里，面積約0.9759平方公里。東邊以崇明路與崇德里和崇成里相鄰，西以大同路與南區大忠里及大恩里相鄰，南以生產路與東智里相鄰，北以中華東路三段與大福里及忠孝里相鄰。

## 歷史沿革
- 原本屬於路東里
- 民國60年5月1日調整為忠孝里
- 民國71年8月1日崇明里自忠孝里分出，因里內有崇明路故而名為崇明里。[1]

## 里內設施

### 學校

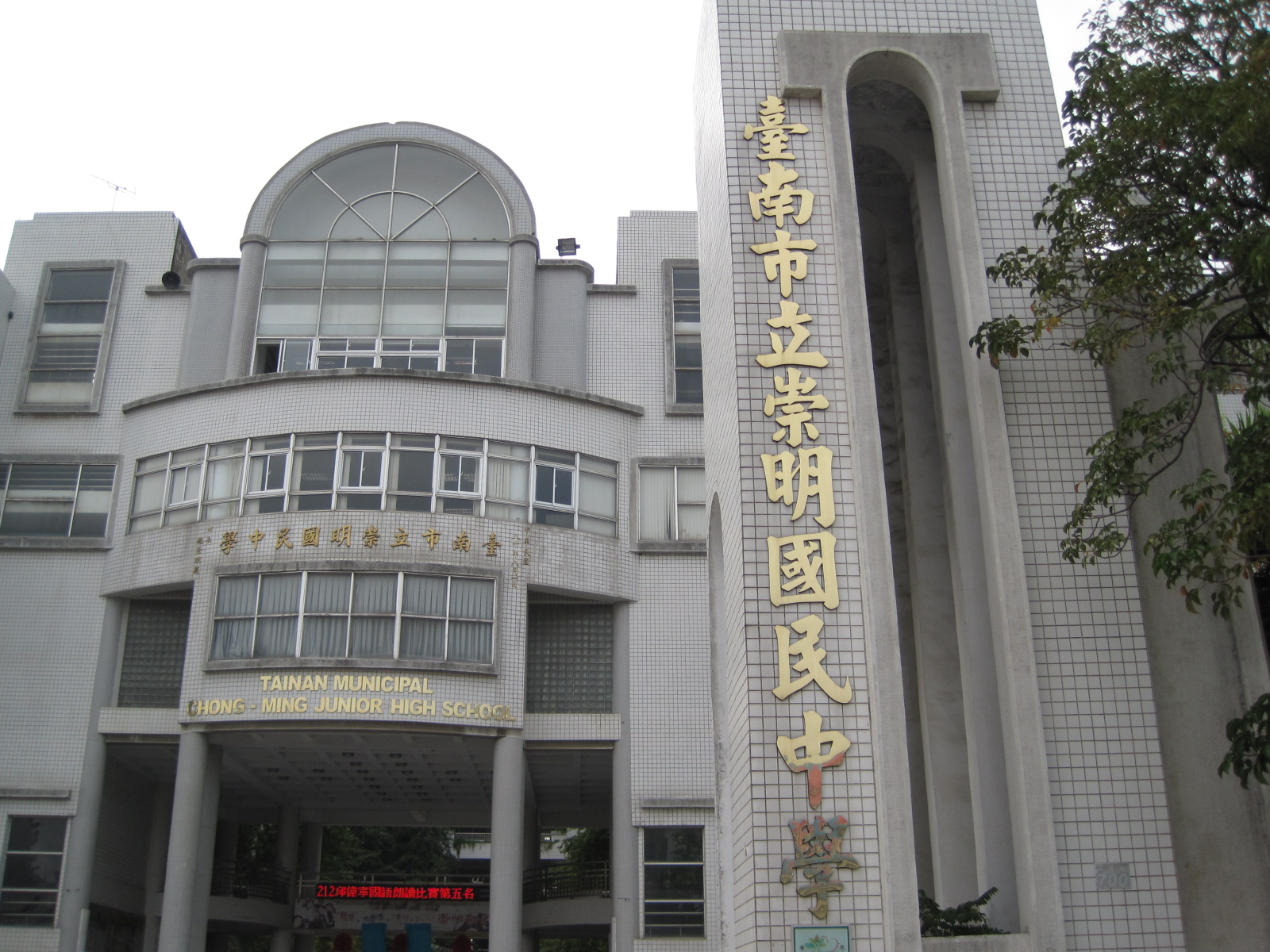
崇明國中(校門)

- 國小
  - 崇明國小

- 國中
  - 崇明國中

### 公園
- 巴克禮紀念公園

### 古蹟
- 南台南車站

## 鄰近公共設施

### 學校
- 國小
  - 德高國小（德高里）
  - 崇學國小（崇學里）

### 醫院
- 台南市立醫院（崇成里）

### 文藝
- 台南市立文化中心（忠孝里）